# Estadio Olímpico Alameda
El Estadio Olímpico Alameda (también llamado Estadio Olímpico de Querétaro) es un estadio ubicado en la ciudad de Querétaro, la capital del estado del mismo nombre. Fue inauguró el 29 de septiembre de 1939 por el entonces gobernador, Ramón Rodríguez Familiar. Con la construcción del Estadio Corregidora el Estadio Municipal pasó a ser de segundo término, tras encontrarse en un estado de abandono, fue sujeto a una remodelación total entre 2019 - 2021.

## Historia
Se inauguró el 29 de septiembre de 1939 por el entonces gobernador del estado, Ramón Rodríguez Familiar, en una obra proyectada y construida por los arquitectos Guillermo Gayón y Félix Gómez.
Durante la década de los 40's el estadio se utilizó más para campeonatos de atletismo y se llevaron a cabo competencias de primera fuerza.
Fue sede de algunos equipos:
- Aquí el Querétaro Fútbol Club jugó sus primeros años, desde su fundación en 1950, pasando por su inestabilidad en la década de los 60's, tanto así que renació de la Tercera División para ascender a la Segunda en 1967. En 1977 disputaron la serie por el ascenso a la Primera División ante el Atlante en el que tras perder la ida 4-2 en el Estadio Azteca, la vuelta jugada en este Estadio Municipal terminó 1-2, ese partido culminó en una bronca initada por los seguidores atlantistas.
- El equipo del Atletas Campesinos estuvo participando en la Primera División de México en las temporadas 1980/81 y 1981/82, sus partidos como local los disputaron en este escenario hasta que fueron vendidos al Sindicato Petrolero y se mudaron a Tampico, Tamaulipas.
- En 2022, el equipo de football americano Gallos Negros, de la LFA, comenzó a usar el estadio en sus juegos de local.

### Remodelación y creación del Distrito Alameda
El Estadio Olímpico Alameda, está construido en una área de 21 mil 116 metros cuadrados, se remodeló con una inversión de $126 millones de pesos MXN y es único en su tipo a nivel nacional, tendrá una capacidad de más de cuatro mil espectadores, palco para televisión, campo multidisciplinario (16 deportes olímpicos), vestidores, bancas, pista de tartán para atletismo, sala de prensa, gimnasio, área de fisioterapia, canchas de usos múltiples y polideportivo, además de contar dentro del inmueble con un restaurante-bar, palco de honor y espacios para 26 sillas de ruedas, con dos asientos de acompañantes cada una.
Se espera que el Estadio Olímpico Alameda sea sede en este 2021 de los selectivos nacionales rumbo a los Juegos Olímpicos de Tokio.
A partir de enero de 2022, coincidiendo con el inicio del Torneo Clausura, el estadio se convirtió en la sede del Querétaro F. C. de la Liga MX Femenil, por lo que el Olímpico Alameda se convirtió en el único estadio de uso exclusivo para un equipo femenil del máximo circuito del fútbol mexicano.